# Symplectoscyphus divaricatus
Symplectoscyphus divaricatus is een hydroïdpoliep uit de familie Sertulariidae. De poliep komt uit het geslacht Symplectoscyphus. Symplectoscyphus divaricatus werd in 1852 voor het eerst wetenschappelijk beschreven door Busk. 